# Rivière-Nouvelle
Pour les articles homonymes, voir Nouvelle (homonymie).
Rivière-Nouvelle est un territoire non organisé situé dans la municipalité régionale de comté d'Avignon, dans la région administrative de la Gaspésie–Îles-de-la-Madeleine, au Québec.

## Géographie
Ce territoire entièrement forestier couvre 1 088,04 km2. La foresterie a été la principale activité économique dans ce secteur inhabité.

### Hydrologie
Plusieurs cours d'eau du bassin versant de la baie des Chaleurs traversent le territoire :
- Rivière Nouvelle,
- Petite rivière Nouvelle,
- Rivière Escuminac,
- Rivière Escuminac Nord,
- Ruisseau Grand Nord (rivière Angers),
- Rivière Kempt Est,
- Rivière Kempt Nord,
- Rivière Assemetquagan,
- Rivière Assemetquagan Est,
- Rivière Assemetquagan Ouest.

## Toponymie
Le terme "Nouvelle" figure dans 32 toponymes québécois listés à la Banque des noms de lieux, généralement dans les toponymes gaspésiens. Le toponyme "Rivière-Nouvelle" a été officialisé le 13 mars 1986 à la Banque des noms de lieux de la Commission de toponymie du Québec.

## Démographie
| 2001 | 2006 | 2011 | 2016 | 2021 |
| ---- | ---- | ---- | ---- | ---- |
| 0    | 0    | 0    | 0    | 0    |